# Tuy Hoa
Tuy Hòa è una città, capoluogo della provincia di Phu Yen in Vietnam.
La città si trova sulla pianura alluvionale formata dal fiume Đà Rằng ed è caratterizzata dalla presenza di due montagne nel centro abitato: Chóp Chài e Nhạn. Sulla cima della montagna Nhạn si trova un tempio della cultura Champa.
Tuy Hòa è situata sulla ferrovia nord-sud e sulla strada nazionale 1 che la collegano alla capitale Hanoi a nord e ad Ho Chi Minh a sud.

## Descrizione
La città si estende su di un'area di 107 km² e nel 2019 contava una popolazione di 155.921 abitanti.